# Pteris schlechteri
Pteris schlechteri är en kantbräkenväxtart som beskrevs av Guido Georg Wilhelm Brause. Pteris schlechteri ingår i släktet Pteris och familjen Pteridaceae. Inga underarter finns listade.